# Arborknoten
Der Arborknoten ist ein Anglerknoten, welcher zum Verbinden der Angelschnur mit der Angelrolle dient.
Mit nur einem Halben Knoten und einem Überhandknoten ist er der einfachste Spulenknoten.

## Knüpfen
Mit dem Arbeitsende der Schnur wird ein Törn (um die Spule und über die stehende Part) gelegt. Dann knüpft man mit dem Arbeitsende einen Halben Knoten um die stehende Part.
In dieser Form ähnelt der Knoten der Einfachen Schlinge, er unterscheidet sich aber von dieser. Dabei treten die Beine des Slips auf der gleichen Seite aus dem „Halben Knoten“.
Anschließend wird ein Überhandknoten als Stopperknoten in das Arbeitsende gemacht.

## Alternativen
Der Clinch-Spulenachsenknoten eignet sich ebenfalls zum Festmachen an einer Rolle.

## Abwandlungen

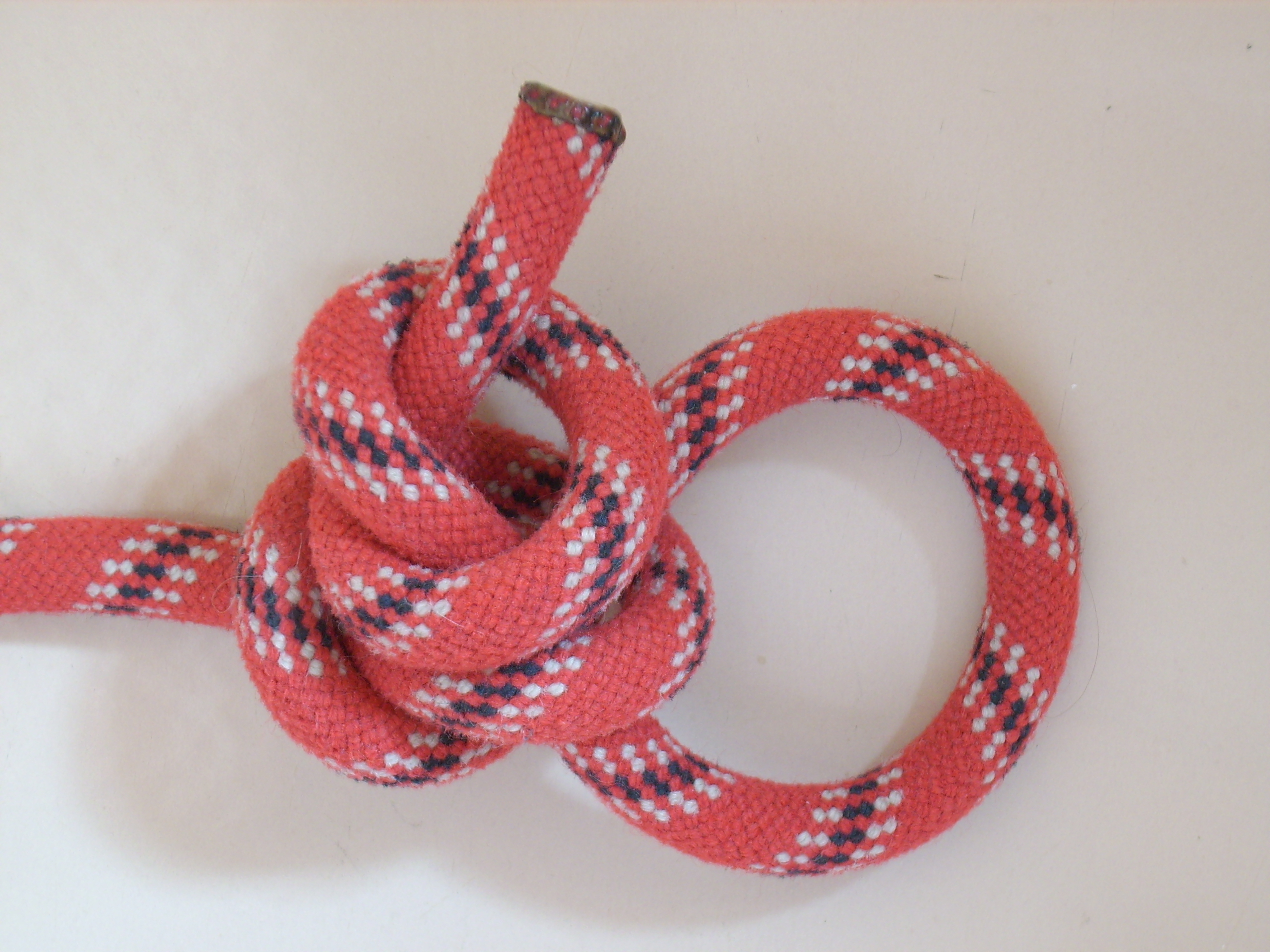
Den Hondaknoten benutzen Viehtreiber bei einem Lasso.
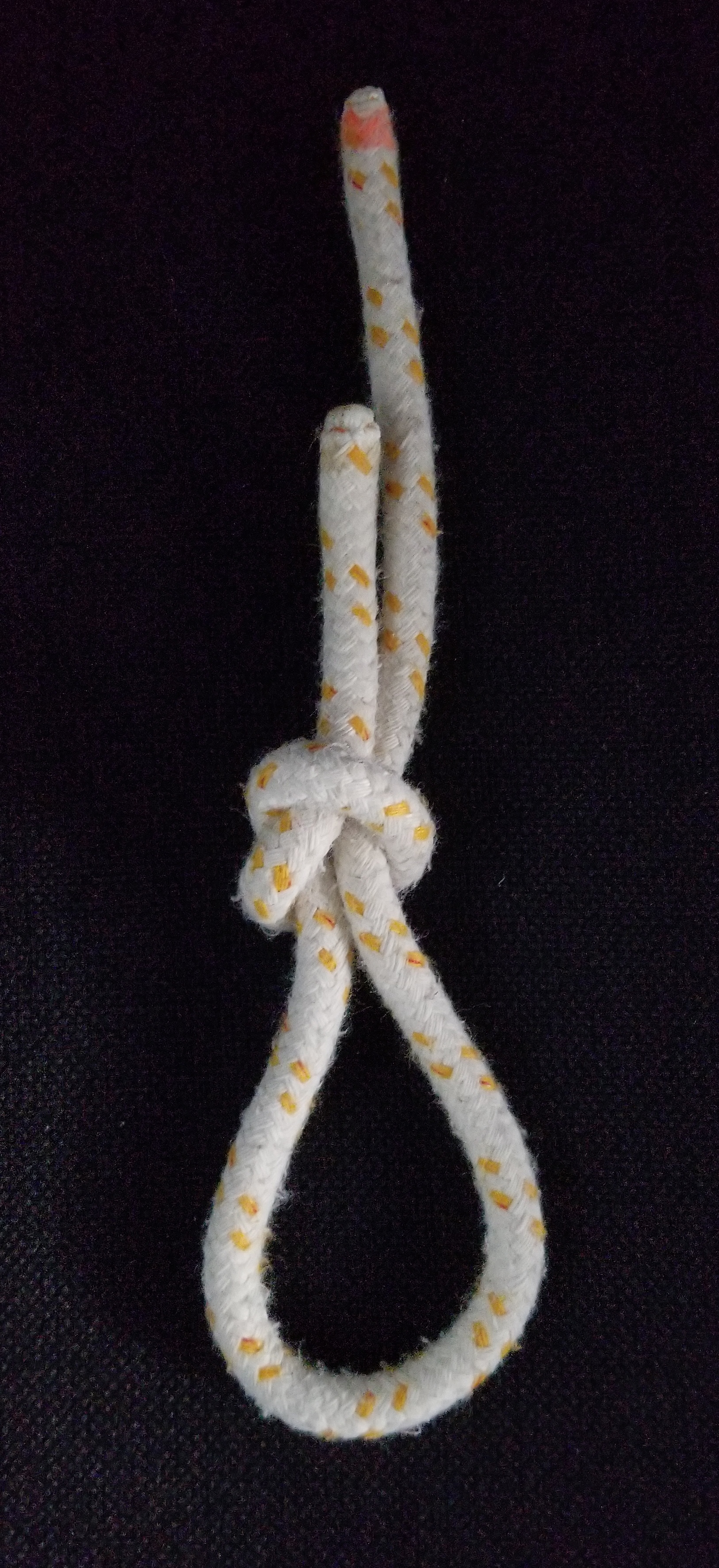
Ohne das zu Beginn Kreuzen des Arbeitsende über die stehende Part, erhält man eine Einfache Schlinge
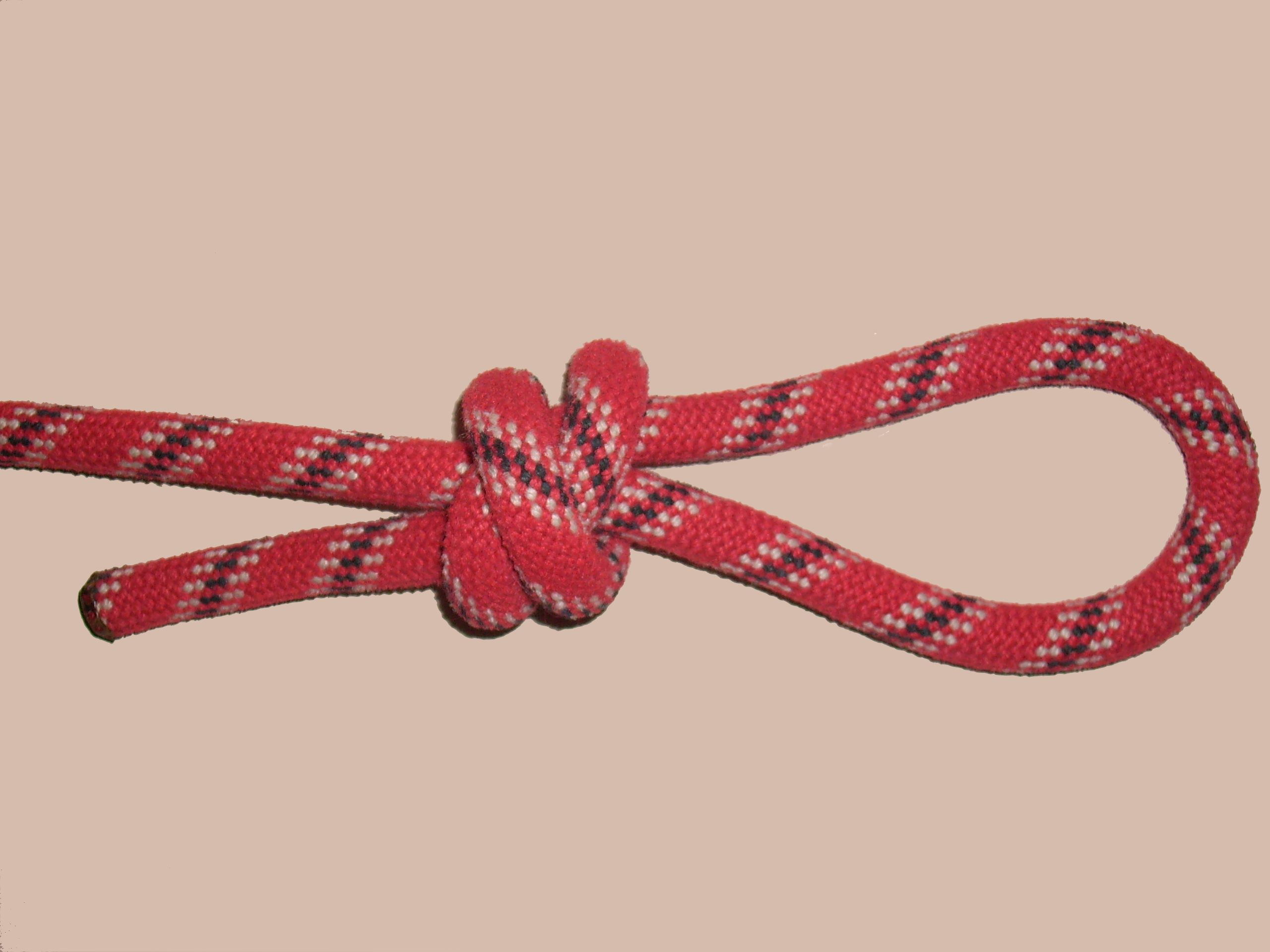
Macht man bei der Einfachen Schlinge anstelle eines Einfachen Überhandknotens einen Doppelten Überhandknoten, erhält man den Höhlenknoten.
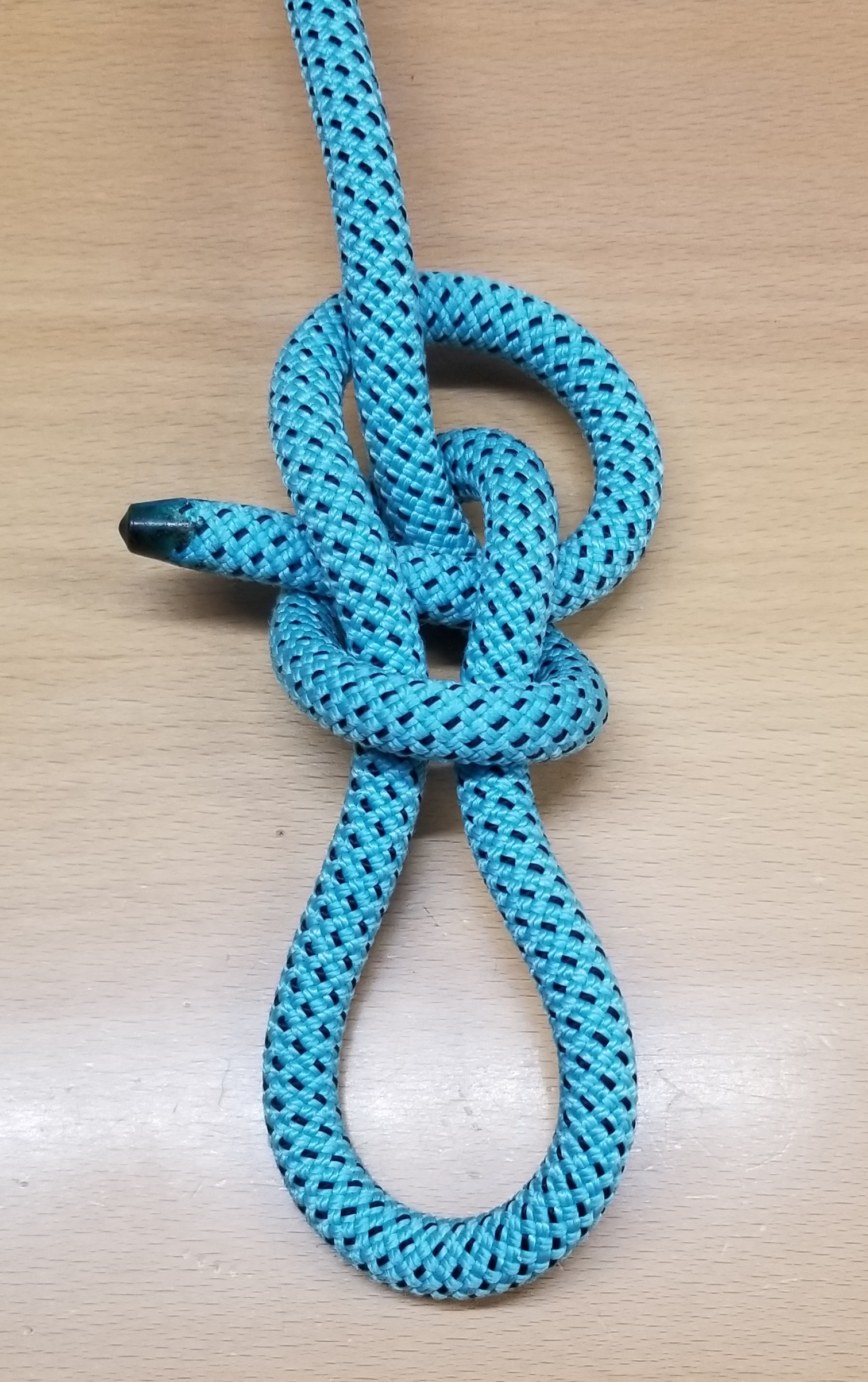
Arbeitet man das Arbeitsende in eine Einfache Schlinge, erhält man die Anglerschlaufe.
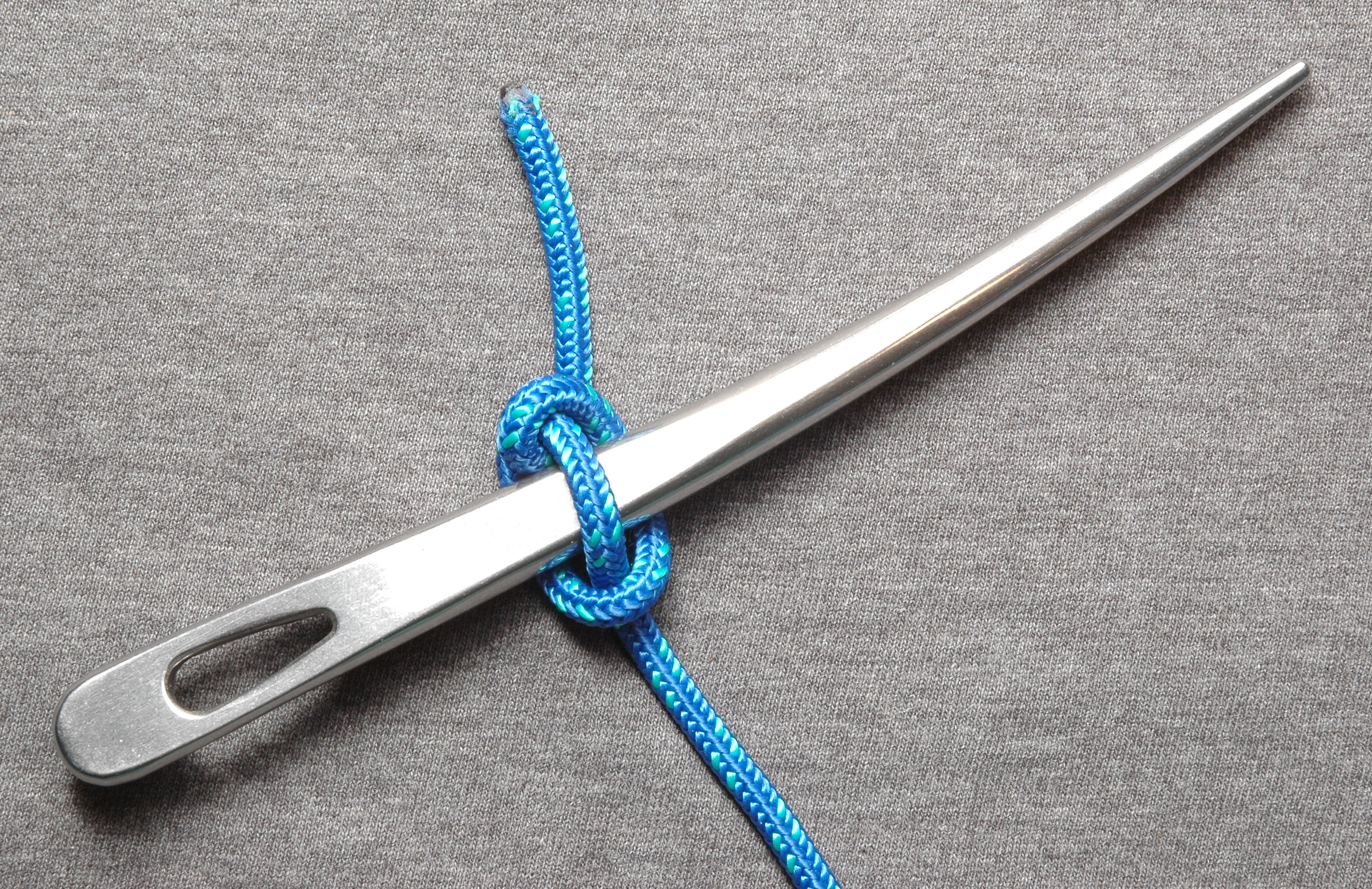
Der Marlspiekerschlag benutzt die „Einfache Schlinge“ als Grundknoten.